# 곡선

포물선은 곡선의 한 예시이다.

수학에서 곡선(曲線, 영어: curve)은 1개의 변수로 표현할 수 있는 1차원적인 도형을 의미한다. 수학적인 의미에서 곡선은 직선이나 선분도 포함하며, 원이나 포물선 등도 곡선의 예이다.
간단하게 생각하면 곡선은 점이 이동하면서 남기는 자취로 볼 수 있으며, 2000여년 전 유클리드는 원론에서 이러한 방식으로 곡선을 정의하였다. 현대에는 구간에서 어떤 위상 공간으로 사상하는 연속 함수의 상으로 곡선을 정의한다. 이때 주어진 함수가 곡선을 매개(변수)화(영어: parametrization)한다고 말하며, 따라서 곡선을 매개(변수)곡선(영어: parametrc curve)이라고도 표현한다.

## 정의
실수 범위에서의 구간 {\displaystyle I}와 위상 공간 {\displaystyle X}가 있을 때, 곡선 {\displaystyle \gamma }는 연속 함수 {\displaystyle \gamma \colon I\to X}이다. {\displaystyle \gamma }의 상을 곡선으로 정의하기도 한다. {\displaystyle I=[a,b]}이고 {\displaystyle \gamma (a)=\gamma (b)}인 경우 닫힌 곡선(영어: closed curve), 또는 폐곡선이라고 한다.
단사 함수인 곡선을 단순 곡선(영어: simple curve)이라고 한다. 만약 정의역의 구간이 폐구간인 경우, 구간의 양 끝에 사상되는 두 점이 같은 경우도 단순 곡선이라고 한다.
{\displaystyle X}가 평면인 곡선을 평면 곡선(영어: plane curve), {\displaystyle X}가 3차원인 곡선을 공간 곡선(영어: space curve)이라고 한다. 평면 위의 단순 폐곡선을 조르당 곡선(영어: jordan curve)이라고 부르며, 조르당 곡선 정리는 조르당 곡선이 평면을 두 부분으로 분할한다는 정리이다.

## 같이 보기
- 원뿔곡선 (원, 타원, 포물선, 쌍곡선)
- 타원곡선
- 장미곡선
- 직선
- 나선